# Route nationale 20 (Burkina Faso)
Pour les articles homonymes, voir Route nationale 20.
La route nationale 20 (RN 20) est une route du Burkina Faso allant de Léo à Yéguéresso. Après son rallongement sur le tronçon allant de Djikologo à Yéguéresso et son raccordement à la RN 1, sa longueur est d'environ 270 km.

## Tracé
- Léo
  - Nadion
  - Koalga
  - Yoro
  - Ty
  - Boura
  - Bouara
  - Bozo
  - Kolinka
  - Ouessa vers la frontière ghanéenne à Hamélé/Hamile et la RN12
  - Dissin
  - Djikologo
- Diébougou
  - Bamako
  - Nicéo
  - Bondigui
  - Diarkadougou
  - Dan
  - Kourémaganfesso
  - Klesso
  - Soumousso
  - Baré
  - Yéguéresso
- Route nationale 1